# University of Iowa
University of Iowa er et delstatsejet forskningsuniversitet i Iowa, USA. Det et offentligt universitet og med i gruppen af undervisningsinstitutioner med høj kvalitet med meget høj akademisk standard, kendt som Public Ivy-gruppen. Universitetet blev grundlagt i 1847 som State University of Iowa, ikke at forveksle med Iowa State University.
Hovedcampuset er 77 km² og er beliggende i Iowa City i staten Iowa. Universitetet har omkring 30.000 studerende og er efter Iowa State University staten Iowa's næststørste højere læreanstalt.
Universitetet etablerede det første juraprogramm vest for Mississippi, og brugte som det første universitet i USA TV i undervisningen allerede fra 1932.

## College
- College of Liberal Arts & Sciences
- Tippie College of Business
- College of Engineering
- College of Pharmacy
- College of Education
- College of Nursing
- Graduate College
- College of Law
- Carver College of Medicine
- College of Dentistry
- College of Public Health

## Danskere på University of Iowa
- Harald Christensen alias Mike Howard - var i perioden 1921-1952 brydetræner på University of Iowa, hvor han også fik han en professortitel.